# Fernando del Valle
Fernando del Valle, pseudonimo di Brian Skinner (New Orleans, 28 febbraio 1964), è un tenore statunitense.

## Biografia
Decise di assumere il nome d'arte Fernando del Valle in onore del nonno Fernando Meléndez del Valle, anche lui un tenore. Egli è anche pro-pronipote di Andrés del Valle Rodriguez, che fu nel 1876 Presidente di El Salvador, ed è pure diretto discendente del colonnello José Maria San Martin y Ulloa, presidente di El Salvador (1854-56) e fondatore della città di Santa Tecla a El Salvador.
Fernando del Valle si diploma alla Tulane University e alla Southern Methodist University a Dallas, Texas, dove riceve una borsa di studio dell'Opera di Dallas. Conclude pure con successo il Merola Opera Program all'San Francisco Opera, dove studia dal 1992 al 1993.
Vince a Chicago il concorso Bel Canto e in seguito a ciò si trasferisce in Italia, per studiare con Carlo Bergonzi e poi con Thomas Hayward.
Debutta come cantante lirico nel 1981, all'età di 17 anni, nel ruolo del primo pastore nell'opera Venere e Adone di John Blow, messa in scena nella Loyola University of the South. L'anno seguente canta il ruolo del tenore nella Passione secondo Matteo di Bach, accompagnato dalla New Orleans Philharmonic-Symphony Orchestra. Nel 1986 ha il suo debutto nella Jordan Hall di Boston con l'Oratorio di Natale, sempre di J.S. Bach, ruolo che gli fa vincere il concorso “Boston Première Ensembles Young Artist”. Nella primavera seguente canta con la Beethoven Society di New York nella Alice Tully Hall del Lincoln Center.

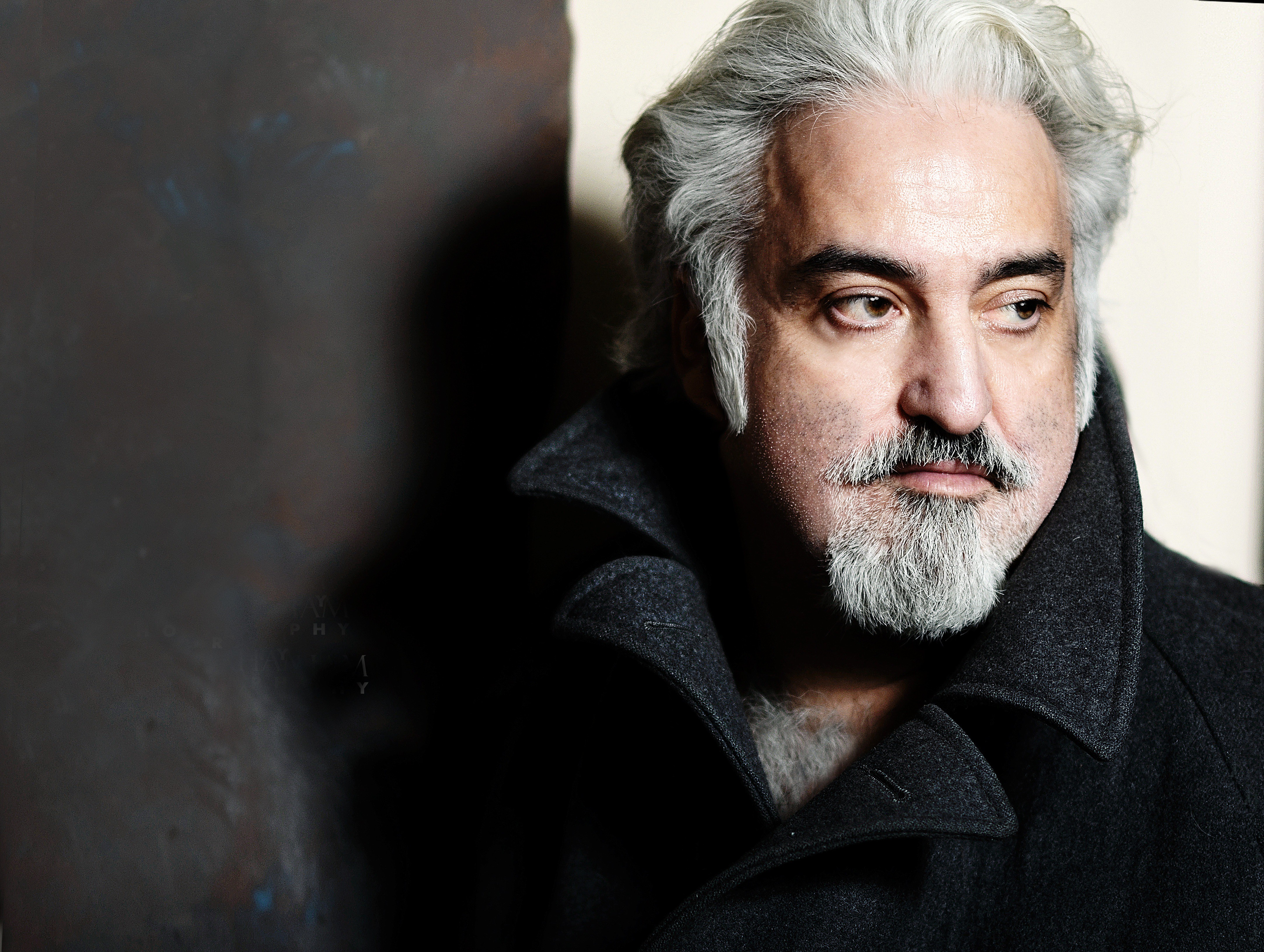
Fernando del Valle nel 2014

Del Valle amplia il suo repertorio e continua la sua carriera di tenore con esibizioni in opere come la Missa Solemnis di Beethoven e i Requiem di Verdi, Benjamin Britten e Andrew Lloyd Webber.
Nel 1993 debutta nella Carnegie Hall con la Missa solemnis in do minore K 139 di Mozart. Nel 1994, accompagnato dalla Dallas Symphony Orchestra, canta la parte del tenore nell'oratorio Messiah e nel 1995 segna il suo debutto europeo nella Sinfonia n. 9 di Beethoven, con Orchestra Sinfonica Giuseppe Verdi di Milano, diretta da Alun Francis.
La prima esibizione in un'opera lirica in Europa ha luogo al Teatro Comunale di Treviso, nella parte del Don José nella Carmen, messa in scena da Hugo de Ana e diretta da Peter Maag e Regina Resnik. Nel 1996 interpreta Rodolfo nella Bohème, messa in scena al Teatro dell'Opera di Roma regia da Marisa Fabbri.
Nel 1997 del Valle canta il Don José al Gran Teatro La Fenice di Venezia, è Pinkerton nella Madama Butterfly al Teatro d'Opera di Palm Beach e Faust nel Faust di Gounod a Colmar, Francia.
Il suo debutto in Germania avviene nel 1998 al Teatro dell'Opera di Francoforte sul Meno nel ruolo di Rodolfo nella Bohème. Nello stesso anno si esibisce anche in Irlanda, partecipando al Wexford Festival.
Dal 1999 in poi seguono esibizioni in teatri dell'opera di Francoforte, Maastricht, Düsseldorf, Berlino, Monaco di Baviera, Helsinki, Belo Horizonte in Brasile, Baveno in Italia, Orchestra Sinfonica Nazionale della Rai, Wiesbaden, Mannheim, Karlsruhe, Kassel e Amburgo.
Per alcuni anni del Valle è stato primo tenore nell'ensemble del Teatro Nazionale di Darmstadt, sotto la direzione di Marc Albrecht.
Seguono poi esibizioni in Israele, Corea, Sydney, Lisbona e Praga.

## Omaggi
- Ricarda Jacobi, un'allieva di Oskar Kokoschka, ha dipinto nel 2003 il suo ritratto.[9]